# Suor Omicidi
Suor Omicidi (lit.  "Irmã Homicídios", bra: A Freira Assassina) é um filme de terror e nunsploitation italiano de 1979 dirigido e co-escrito por Giulio Berruti, co-escrito por Alberto Tarallo e estrelado por Anita Ekberg, Joe Dallesandro, Lou Castel e Alida Valli. A trama acompanha uma freira que, após se recuperar de uma cirurgia no cérebro, fica cada vez mais paranoica com o declínio de sua saúde; ela começa a consumir opioides do hospital em que trabalha e entra em uma espiral de vício e loucura com consequências violentas. O filme é vagamente baseado na história real de Cecile Bombeek, uma freira de meia-idade que cometeu uma série de assassinatos em um hospital geriátrico em Wetteren, Bélgica, em 1977.
O filme foi originalmente banido na Grã-Bretanha como um "video nasty" e lançado com cortes em 1993, mas foi finalmente lançado sem cortes em DVD no Reino Unido em 2006, após mudanças na política de censura britânica.

## Trama
Irmã Gertrude, uma freira que trabalha em um hospital católico para idosos, retorna ao trabalho depois de se recuperar de uma cirurgia para remover um tumor cerebral. Gertrude sofre de ansiedade significativa após a cirurgia e acredita que seu câncer voltou, apesar de o médico chefe do hospital, Dr. Poirret, assegurar-lhe que não há evidências disso. A Madre Superiora do convento também descarta os temores de Gertrude como hipocondria. A Irmã Mathieu, que tem uma atração sexual não explícita por Gertrude, acredita que a preocupação de Gertrude é legítima.
Sem o conhecimento do convento, Gertrude começa a levar uma vida dupla, aventurando-se pela cidade e tendo encontros sexuais com homens aleatórios. Gertrude também começa a abusar intravenosamente de morfina e heroína que a Irmã Mathieu rouba para ela do hospital. O Dr. Poirret nota uma mudança em sua personalidade quando Gertrude começa a maltratar os pacientes e a se divertir lendo hagiografias sangrentas sobre a vida de santos torturados. Gertrude consegue fazer com que Poirret seja demitido do hospital. Enquanto Gertrude está em um estado induzido por drogas, o avô da Irmã Mathieu, um paciente do hospital, é espancado até a morte com uma lâmpada, e seu corpo é defenestrado para parecer um suicídio. A irmã Mathieu encontra o véu de Gertrude com o corpo dele, mas, jurando lealdade, garante a Gertrude que não a implicará, prometendo queimá-lo para esconder as evidências.
Após a demissão do Dr. Poirret, o jovem e belo Dr. Patrick Rowland é contratado como seu substituto. Durante uma tempestade, Gertrude testemunha Jonathan, um paciente idoso, fazendo sexo com uma jovem auxiliar do lado de fora. Mais tarde, ela acorda de um pesadelo no qual sufoca Jonathan. No entanto, ela não consegue discernir se foi apenas um sonho ou se ela pode ter cometido outro assassinato. O cadáver de Jonathan é encontrado na manhã seguinte, deitado na grama. Depois de liderar uma oração por Jonathan, Gertrude tem um colapso nervoso. Pouco tempo depois, Janet, outra paciente, é amarrada e amordaçada por um agressor invisível antes de ser ritualisticamente esfaqueada no rosto com agulhas e cortada na cabeça e no pescoço com um bisturi.
Depois que o corpo de Janet é encontrado pendurado em um poço de elevador, o Dr. Poirret seda uma Gertrude em pânico. Quando Gertrude acorda, ela confronta Peter, um paciente de meia-idade com muletas, que afirma saber quem está cometendo os assassinatos. Gertrude acredita nele, presumindo que está sendo incriminada, mas ele não revela mais detalhes. Em resposta, ela lhe rouba como muletas. Depois que o corpo de Peter é encontrado na sala da caldeira, Gertrude é escoltada para fora do hospital e encontrada pela Madre Superiora, que a repreende por seu comportamento e a manda para uma cela de isolamento para ser sedada. Enquanto isso, a Irmã Mathieu confessa ao Dr. Roland sobre o roubo de medicamentos para Gertrude e ameaça se suicidar caso seja exposta. Ela então começa a seduzi-lo.
Enquanto isso, isolada em sua cela, a Irmã Gertrude fica em um estado catatônico, desintoxicando-se de seu abuso de drogas. Ao recuperar a clareza mental, ela se lembra do primeiro assassinato cometido no hospital, o do avô da Irmã Mathieu. Gertrude percebe que a Irmã Mathieu cometeu o crime enquanto Gertrude observava em um estado de intoxicação. Gertrude, psicologicamente frágil e em um estado de uso perpétuo de drogas, supôs erroneamente que ela estava cometendo cada um dos assassinatos, quando foi a Irmã Mathieu que foi motivada a matar pelo abuso sexual que sofreu quando criança por seu avô.

## Elenco
- Anita Ekberg como Sister Gertrude
- Joe Dallesandro como Dr. Patrick Roland
- Alida Valli como Mother Superior
- Paola Morra como Sister Mathieu
- Lou Castel como Peter
- Massimo Serato como Dr. Poirret
- Daniele Dublino como Director
- Laura Nucci como Baroness
- Alice Gherardi como Janet
- Nerina Montagnani como Josephine

## Produção
O filme é vagamente baseado em Cecile Bombeek, uma freira de meia-idade que se tornou viciada em morfina e cometeu uma série de assassinatos em um hospital geriátrico em Wetteren, Bélgica, de 1976 a 1978.

## Lançamento

### Censura
Killer Nun foi alinhado ao gênero nunsploitation, que se concentra no comportamento secularizado aberrante de mulheres religiosas. Diferentemente de outros exemplos do gênero, geralmente ambientados em locais medievais ou renascentistas, Killer Nun está firmemente ambientado nos dias atuais e não tem pretensões de fazer comentários sociais ou qualquer observação sobre o papel das mulheres religiosas na Igreja ou na sociedade em geral. No Reino Unido, Mary Whitehouse denunciou-o como um dos subgêneros do cinema de terror violento "video nasties", que "pode" afetar negativamente o comportamento humano.
Embora estivesse originalmente em uma "lista da DPP" de filmes "objectionáveis" no Reino Unido, compilada pelo Diretor de Processos Públicos em 1983 como resultado do pânico moral mencionado anteriormente, foi lançado com 13 segundos de cortes em 1993. A política britânica de censura a filmes, vídeos e DVDs foi liberalizada, permitindo que um DVD do filme fosse lançado no Reino Unido em 2006 em sua forma sem cortes.

### Resposta crítica
O Time Out Film Guide descreve esse filme como "uma mistura datada de obscenidade softcore, derramamento de sangue rotineiro e timidez explicável", que "é estrelado por uma Ekberg em decadência". Um "roteiro exagerado" apresenta, no entanto, "evasivas pitorescas". Segundo essa crítica, "o lesbianismo é insinuado, mas não mostrado!" e "as cenas de Ekberg se drogando são filmadas de costas para a câmera."
Temas de nunsploitation, como o celibato isolado imposto religiosamente e a opressão religiosa, são exemplificados pelas freiras superiores que passam por visões febris induzidas por morfina e tornam-se viciadas na substância. A Madre Superiora afirma, ao recusar qualquer ajuda aos pedidos da Irmã Gertrude por tratamento médico, que isso é opressão: "é vocação de uma freira sofrer."

### Mídia doméstica
O filme foi lançado em DVD nos Estados Unidos pela Blue Underground, na Alemanha pela Koch Media e no Reino Unido pela Shameless Screen Entertainment.
A Arrow Video lançou uma nova edição em Blu-ray nos Estados Unidos e no Reino Unido em 15 de outubro de 2019.